# Мелашвили, Георгий

Георгий Мелашвили (груз. გიორგი მელაშვილი; 20 апреля 1994 года, Тбилиси, Грузия) — грузинский общественный деятель, учёный в области политических наук (специализируется в сравнительной политологии) и востоковед (специализируется на Корее), с сентября 2016 года — основатель и руководитель Института "Европа-Грузия", гибридной неправительственной организации в Грузии.

## Деятельность
Под руководством Мелашвили институт "Европа-Грузия" стал одной из ведущих организаций гражданского общества в Грузии и стал членом Европейского либерального форума, политического фонда европейского уровня.
Мелашвили также является научным сотрудником сети дизайнеров политики Германского фонда Маршалла с августа 2020 года. Он является приглашенным лектором теории международных отношений в Свободном университете Тбилиси и восточноазиатских исследований в Университете Джорджии.

## Награды
26 апреля 2021 года Шведский институт назвал Мелашвили одним из 10 SI Changemakers (Обладателей стипендий Шведского Института, внёсших выдающийся вклад в позитивные изменения в своих странах) среди более чем 15000 выпускников Шведского института.